# Montipora cactus
Montipora cactus är en korallart som beskrevs av Bernard 1897. Montipora cactus ingår i släktet Montipora och familjen Acroporidae. IUCN kategoriserar arten globalt som sårbar. Inga underarter finns listade i Catalogue of Life.